# Мохов, Юрий Фёдорович
Юрий Фёдорович Мохов (7 июля 1932, Коканд) — советский футболист и гандболист, вратарь, футбольный тренер. Мастер спорта СССР по гандболу.

## Биография
Воспитанник узбекистанского спорта. В детстве и юношестве помимо футбола занимался прыжками в высоту, был чемпионом Узбекской ССР и Средней Азии. Также занимался баскетболом, волейболом. В 1952 году поступил в Минский институт физкультуры и стал выступать за институтскую команду «Искра» (ИФК). Носил прозвище «Кузнечик».
В 1954 году получил приглашение в минское «Динамо» (вскоре команда получила название «Спартак»), в первых двух сезонах был дублёром Алексея Хомича и в официальных матчах не играл. Дебютировал за минский клуб в 1956 году в классе «Б» и стал со своим клубом победителем зонального турнира. Участник Спартакиады народов СССР 1956 года в составе сборной Белорусской ССР (3 матча). В 1957 году провёл 11 матчей в классе «А», затем снова играл в классе «Б». Всего за минский клуб провёл 75 матчей в первенствах СССР. В ходе сезона 1959 года получил травму почки в столкновении с игроком своей команды Эдуардом Зарембо, после чего 8 месяцев лежал в больнице и был вынужден завершить футбольную карьеру.
С 1961 по 1969 годы выступал в гандболе за минский «Политехник», игравший в высшей лиге (c 1976 года — СКА). Выполнил норматив мастера спорта.
Одновременно с игрой в гандбол, начал тренерскую карьеру в футболе. Работал в Минской футбольной школе молодёжи, в группе подготовки минского «Динамо», на кафедре футбола и хоккея Института физкультуры. В сезоне 1964 года возглавлял вновь созданный клуб «Неман» (Гродно). В 1980-е годы четыре сезона работал с одним из алжирских клубов, также работал в Нигере. В 1992—1993 годах возглавлял клуб первой лиги Беларуси «Неман» (Столбцы). В середине 1990-х годов недолгое время ассистировал Сергею Боровскому в сборной Беларуси, а в 1999 году ассистировал ему же в тираспольском «Шерифе». В возрасте за 80 лет продолжал преподавательскую деятельность в БГУФК. Автор более 20 методических трудов.